# Hvížďalka (tvrz)
Hvížďalka je tvrz ve Kalenicích jižně od Horažďovic v okrese Strakonice. Tvrz zvaná též Hvízdalka stojí v parku ve střední části vesnice. Celé tvrziště je chráněno jako kulturní památka a roste na něm jako památný strom chráněný javor klen s obvodem kmene přes pět metrů.

## Historie
Kalenice ve čtrnáctém století patřily vladyckému rodu Kaleniců z Kalenic, kteří v erbu používali znamení dvou rohů. Prvním z nich byl Jaroslav z Kalenic připomínaný roku 1374. Jeho synem byl snad Ješek uváděný v letech 1375–1398, který zemřel okolo roku 1406. Posledním příslušníkem rodu v Kalenicích byl Hynek zmiňovaný v letech 1413 a 1430, který pravděpodobně vesnici prodal a jeho potomci se přestěhovali do Škvořetic.
Dalšími majiteli byli nejspíše od roku 1442 bratři Petr, Beneš, Otík a Jindřich Sádlové z Kladrubec. Po nich tvrz zdědil Benešův syn Jindřich připomínaný od roku 1484, který žil ještě v roce 1523. Na kalenické tvrzi žil také jeho syn Václav Sádlo, který se stal loupeživým rytířem. Roku 1520 proti němu proto vytáhlo spojené táborské, vodňanské, budějovické a písecké vojsko, které tvrz dobylo a zbořilo. Václavovi za to byla roku 1530 přislíbena náhrada ve výši 500 kop grošů. Václav Sádlo před rokem 1543 přenechal kalenickou tvrz s příslušenstvím Kateřině Malovcové, rozené z Čestic, a jejím dětem. Aby bylo možné statek spravedlivě rozdělit mezi Kateřinu a jejích osm dětí, musely by být jednotlivé podíly velmi malé. Celého statku se proto roku 1559 ujal Kateřinin Jan. Během dalších deseti let se zadlužil natolik, že byl jeho majetek roku 1569 po soudním rozhodnutí prodán Petru Boubínskému z Újezda.
Tvrz v Kalenicích tehdy chátrala, protože Petr Boubínský sídlil na Střele. Zemřel v roce 1600 a rok poté prodali jeho synové Kalenice s pustou tvrzí, dvorem a pivovarem Břeňkovi Ježovskému z Lub. Břeňkův syn Zdeněk poté vesnici vlastnil až do své smrti okolo roku 1645 a po něm ji zdědil syn Vilém Adam Ježovský. Po roce 1660 statek spravovala vdova Žofie, rozená Boryňová ze Lhoty, a po ní nejspíše jejich syn Ferdinand Ignác, který zemřel roku 1690 a zanechal po sobě dvě nezletilé dcery. Následně na Kalenické tvrzi působí Josef Mottl (potomek rodu de La  Motte v Čechách), snad manžel jedné z dcer Ježovských. V osmnáctém století Kalenice získali Kocové z Dobrše, z nichž otec Jan Ignác a syn Jáchym Štěpán statek prodali knížeti Janu Bedřichu Lamberkovi, který jej připojil ke svému žichovickému panství. Kalenice u něj zůstaly až do roku 1804 (nebo 1803), kdy je kníže Karel Eugen Lamberk prodal rytíři Janu Josefu Puteanimu, jehož příbuzným patřily až do roku 1861. Tehdy statek převzdala Marie Kräutnerová, rozená Jenšíková z Ježova. Ve druhé polovině dvacátého století tvrz využívalo volenické jednotné zemědělské družstvo.
Od roku 2001 je majitelem tvrzi i přilehlého parku lékař Pavel Kubíček, který budovu postupně opravil a částečně zpřístupnil návštěvníkům.

## Stavební podoba
Jádrem panského sídla bývala věžová tvrz, jejíž pozdně gotická věž se dochovala v podobě jednopatrové budovy uprostřed tvrziště. Její podoba je výsledkem klasicistních úprav z poloviny devatenáctého století, kdy byla věž rozšířena směrem k západu a opatřena novými fasádami. Opevnění tvořil zdvojený příkop a val, přičemž příkopy bylo pravděpodobně možné napouštět vodou z drobného potoka, který protéká v sousedství.
Suterén a přízemí budovy jsou zaklenuté valenými klenbami. V přízemí jsou použité také segmentové a plackové klenby, zatímco patro má plochý strop s odstupněným fabionem. Hambalkový krov nese valbovou střechu. V interiéru se nacházejí další drobné architektonické prvky jako kamenná ostění dveří, žulové kvádry sklepních otvorů, dveře i s kováním nebo žulové desky na podlaze vstupní síně.